# Gillingham Football Club 2014-2015
Questa voce raccoglie le informazioni riguardanti il Gillingham Football Club nelle competizioni ufficiali della stagione 2014-2015.

## Maglie e sponsor
| Casa | Trasferta | Terza divisa |

## Rosa
| N. |                        | Ruolo | Calciatore        |
| -- | ---------------------- | ----- | ----------------- |
| 1  | Inghilterra (bandiera) | P     | Stuart Nelson     |
| 2  | Inghilterra (bandiera) | D     | Matthew Fish      |
| 3  | Inghilterra (bandiera) | D     | Joe Martin        |
| 4  | Irlanda (bandiera)     | D     | John Egan         |
| 5  | Inghilterra (bandiera) | D     | Kortney Hause     |
| 6  | Inghilterra (bandiera) | D     | Leon Legge        |
| 7  | Inghilterra (bandiera) | C     | Doug Loft         |
| 8  | Inghilterra (bandiera) | C     | Jake Hessenthaler |
| 9  | Inghilterra (bandiera) | A     | Danny Kedwell     |
| 10 | Inghilterra (bandiera) | A     | Cody McDonald     |
| 12 | Inghilterra (bandiera) | P     | Glenn Morris      |
| 14 | Inghilterra (bandiera) | A     | Antonio German    |
| 15 | Galles (bandiera)      | C     | Aaron Morris      |

| N. |                              | Ruolo | Calciatore        |
| -- | ---------------------------- | ----- | ----------------- |
| 16 | Rep. del Congo (bandiera)    | C     | Amine Linganzi    |
| 17 | Inghilterra (bandiera)       | A     | Aaron Millbank    |
| 18 | Galles (bandiera)            | C     | Josh Pritchard    |
| 19 | Inghilterra (bandiera)       | A     | Luke Norris       |
| 20 | Inghilterra (bandiera)       | D     | Callum Davies     |
| 22 | Inghilterra (bandiera)       | D     | Josh Hare         |
| 23 | Inghilterra (bandiera)       | C     | Bradley Dack      |
| 24 | Inghilterra (bandiera)       | A     | Brennan Dickenson |
| 25 | Inghilterra (bandiera)       | D     | Devante McKain    |
| 26 | Inghilterra (bandiera)       | D     | Adam Barrett      |
| 30 | Inghilterra (bandiera)       | P     | Stephen Bywater   |
|    | Inghilterra (bandiera)       | C     | Charlie Webster   |
|    | Trinidad e Tobago (bandiera) | D     | Gavin Hoyte       |

## Risultati

### Football League One
| Arbitro: | Robinson |

|                                                           |           |                                |
| Hause 44’ (aut.) Grigg 68’ McFadzean 70’ Legge 73’ (aut.) | Marcatori | 7’ McDonald 29’ (rig.) Kedwell |

| Arbitro: | Collins |

|                        |           |  |
| Martin 35’ Kedwell 55’ | Marcatori |  |

| Arbitro: | Breakspear |

|                      |           |                                 |
| Kedwell 9’ Hause 51’ | Marcatori | 43’ Williams 90’ (aut.) Bywater |

| Arbitro: | Berry |

|                                                 |           |             |
| Hourihane 22’ Winnall 30’ Cole 68’ Jennings 76’ | Marcatori | 74’ Kedwell |

| Arbitro: | Madley |

|                         |           |  |
| Dack 18’ McDonald 45+1’ | Marcatori |  |

| Arbitro: | Stroud |

|            |           |  |
| Nouble 10’ | Marcatori |  |

| Oldham 13 settembre 2014, ore 15:00 7ª giornata | Oldham Athletic | 0 – 0 referto | Gillingham | Boundary Park (3.785 spett.)\| Arbitro: \| David Webb \| |
| Arbitro:                                        | David Webb      |               |            |                                                          |

| Arbitro: | Heywood |

|                          |           |            |
| McDonald 26’, 86’ (rig.) | Marcatori | 44’ Taylor |

| Gillingham 20 settembre 2014, ore 15:00 9ª giornata | Gillingham | 0 – 0 referto | Walsall | Priestfield Stadium (5.344 spett.)\| Arbitro: \| Adcock \| |
| Arbitro:                                            | Adcock     |               |         |                                                            |

| Arbitro: | Kevin Wright |

|                         |           |            |
| Higdon 87’ Murphy 90+7’ | Marcatori | 83’ Norris |

| Arbitro: | Scott |

|            |           |  |
| Harrad 35’ | Marcatori |  |

| Arbitro: | Bankes |

|  |           |                                        |
|  | Marcatori | 41’ Madden 72’ Bishop 90+4’ McSheffrey |

| Arbitro: | Ilderton |

|              |           |              |
| Vincenti 25’ | Marcatori | 83’ McDonald |

| Arbitro: | Linington |

|  |           |               |
|  | Marcatori | 59’ Gallagher |

| Arbitro: | Kavanagh |

|           |           |             |
| Legge 44’ | Marcatori | 29’ Edwards |

| Arbitro: | Harrington |

|              |           |  |
| Hitchcock 3’ | Marcatori |  |

| Arbitro: | Deadman |

|                               |           |                                   |
| Legge 55’, 74’ McDonald 90+7’ | Marcatori | 48’ (rig.) Plasmati 90+3’ Dagnall |

| Arbitro: | Duncan |

|                  |           |              |
| Legge 56’ (aut.) | Marcatori | 90+3’ German |

| Arbitro: | Malone |

|               |           |                           |
| Egan 29’, 55’ | Marcatori | 18’ N'Guessan 90+4’ Brown |

| Arbitro: | Salisbury |

|                   |           |                 |
| Main 90+4’ (rig.) | Marcatori | 51’, 77’ Norris |

| Arbitro: | Sarginson |

|                       |           |                                      |
| McDonald 59’ Egan 61’ | Marcatori | 22’ Clucas 54’ (aut.) Legge 69’ Ryan |

| Arbitro: | Horwood |

|              |           |                     |
| Szmodics 51’ | Marcatori | 25’ Martin 34’ Dack |

| Arbitro: | Collins |

|              |           |                             |
| McDonald 47’ | Marcatori | 34’, 44’ Smith 55’ Wagstaff |

| Arbitro: | Graham |

|                             |           |              |
| Williamson 11’ Daniel 90+3’ | Marcatori | 31’ McDonald |

| Arbitro: | Brown |

|                                        |           |          |
| Ajose 27’ (rig.) Davis 32’ Ikpeazu 84’ | Marcatori | 55’ Dack |

| Arbitro: | Linington |

|                                                 |           |                   |
| Marquis 82’ McDonald 88’ (rig.) McGlashan 90+4’ | Marcatori | 35’ (rig.) Madine |

| Arbitro: | Woolmer |

|                          |           |                      |
| Marquis 7’, 14’ Dack 70’ | Marcatori | 20’ Kelly 23’ Poleon |

| Arbitro: | Berry |

|            |           |          |
| Grimes 74’ | Marcatori | 69’ Dack |

| Arbitro: | Williamson |

|                              |           |  |
| McGlashan 86’ McDonald 90+4’ | Marcatori |  |

| Arbitro: | Adcock |

|           |           |                      |
| Payne 55’ | Marcatori | 30’ Dack 79’ Marquis |

| Arbitro: | Stroud |

|                                               |           |                            |
| McDonald 9’ Marquis 81’ Dack 38’ Garmston 75’ | Marcatori | 36’ Cole 67’ (rig.) Reeves |

| Arbitro: | Hooper |

|                              |           |                        |
| Ugwu 21’ Morgan 90+4’ (rig.) | Marcatori | 49’ Marquis 87’ Norris |

| Arbitro: | Johnson |

|  |           |            |
|  | Marcatori | 56’ Waring |

| Arbitro: | Robinson |

|  |           |                                    |
|  | Marcatori | 29’, 88’ McDonald 46’ Hessenthaler |

| Arbitro: | Hill |

|             |           |               |
| Marquis 44’ | Marcatori | 40’ Forrester |

| Bristol 14 marzo 2015, ore 15:00 36ª giornata | Bristol City | 0 – 0 referto | Gillingham | Ashton Gate Stadium (11.601 spett.)\| Arbitro: \| Webb \| |
| Arbitro:                                      | Webb         |               |            |                                                           |

| Arbitro: | Sutton |

|                           |           |  |
| Clucas 3’, 88’ O'Shea 12’ | Marcatori |  |

| Arbitro: | Sheldrake |

|                      |           |                       |
| Ehmer 82’ Loft 90+6’ | Marcatori | 62’ Moncur 87’ Porter |

| Arbitro: | Kettle |

|            |           |                        |
| McLeod 63’ | Marcatori | 40’ Dack 81’ McGlashan |

| Arbitro: | Malone |

|  |           |           |
|  | Marcatori | 18’ Evans |

| Arbitro: | Haywood |

|                                           |           |                                        |
| James 31’ (rig.) Henderson 67’ Wright 85’ | Marcatori | 35’ McGlashan 43’, 56’ (rig.) McDonald |

| Arbitro: | Tierney |

|             |           |  |
| Marquis 72’ | Marcatori |  |

| Arbitro: | Coote |

|                           |           |                         |
| Beckford 36’ Robinson 45’ | Marcatori | 58’ McGlashan 90’ Legge |

| Arbitro: | D'Urso |

|          |           |  |
| Dack 14’ | Marcatori |  |

| Arbitro: | Haines |

|                             |           |           |
| Abelakun 11’ McSheffrey 19’ | Marcatori | 2’ Norris |

| Arbitro: | Attwell |

|                                       |           |           |
| Egan 88’ Dickenson 90+3’ Norris 90+5’ | Marcatori | 61’ Burke |

### Football League Cup
| Arbitro: | Oliver Langford |

|  |           |          |
|  | Marcatori | 25’ Egan |